# Te espero
«Te espero» es una canción interpretada por el cantante estadounidense Prince Royce y la cantante argentina María Becerra. Fue publicada el 3 de marzo de 2022 a través de Sony Music Latin. Ese mismo día, el vídeo musical que acompaña a la canción tuvo su estreno oficial.

## Antecedentes y composición
En una entrevista, Becerra reveló que Royce y su equipo se contactaron con ella para realizar la colaboración. A partir de ese llamado, aceptó la propuesta, escribió parte de la letra y se encontraron para grabar la canción. En relación con la elección de Becerra para el dúo, Royce contó que:

«En mi opinión la voz de María tiene como que un misterio y visualicé eso, como que sexy, como que misterioso y de ahí me vino la idea de, “wow, quiero grabar una chica como que le traiga algo diferente a este tema”, y ahí vino la idea de invitar a María».
Prince Royce

El 27 de febrero del 2022, ambos artistas anunciaron oficialmente a través de sus redes sociales el lanzamiento de la colaboración, cuya fecha de estreno fue pautada para el 3 de marzo. La canción, en su sonido, presenta en sus primeros segundos una interpolación de la balada «(I Just) Died in Your Arms» de la banda inglesa Cutting Crew.

## Recepción

### Desempeño comercial
El sencillo llegó a ocupar el puesto número 1 del listado Tropical Airplay de la revista Billboard, lo que marcó el vigésimo segundo número 1 de Royce y el primero de Becerra en la lista. Además, la canción alcanzó la posición número 1 en las radioemisoras de música tropical de Estados Unidos, Puerto Rico, Chile, Ecuador, República Dominicana, Colombia y Panamá.

## Premio
| Año  | Premiación       | Categoría               | Resultado | Ref.   |
| ---- | ---------------- | ----------------------- | --------- | ------ |
| 2022 | Premios Juventud | Tropical mix            | Ganadores | [ 10 ] |
| 2023 | Premios ASCAP    | Canciones más populares | Ganador   | [ 11 ] |

## Vídeo musical
El videoclip fue dirigido por Julián Levy y su rodaje tuvo lugar en Buenos Aires, durante dos días. El concepto del video desarrolla una historia de amor apoyado en un baile sensual durante una investigación policial, donde Royce aparece con un chaleco antibalas y armado para rescatar a Becerra que se encuentra en el medio de múltiples disparos y persecuciones.

## Posicionamiento en las listas

### Semanales
| Listas (2022)                                  | Mejor posición |
| ---------------------------------------------- | -------------- |
| Argentina Hot 100 (Billboard)                  | 33             |
| Chile (Monitor Latino)                         | 1              |
| Colombia (Monitor Latino)                      | 6              |
| Ecuador (Monitor Latino)                       | 1              |
| El Salvador (Monitor Latino)                   | 13             |
| Estados Unidos Hot Latin Songs (Billboard)     | 26             |
| Estados Unidos Latin Airplay (Billboard)       | 1              |
| Estados Unidos Latin Digital Songs (Billboard) | 9              |
| Estados Unidos Tropical Airplay (Billboard)    | 1              |
| Mexico Airplay (Billboard)                     | 49             |
| Mexico Espanol Airplay (Billboard)             | 21             |
| Panamá (Monitor Latino)                        | 1              |
| Perú (UNIMPRO)                                 | 739            |
| Puerto Rico (Monitor Latino)                   | 17             |
| República Dominicana (Monitor Latino)          | 3              |
| República Dominicana (SODINPRO)                | 33             |
| Uruguay (Monitor Latino)                       | 14             |
| Venezuela (National Report)                    | 33             |

## Certificaciones
| País           | Organismo certificador | Certificación | Ventas certificadas | Simbolización | Ref.   |
| -------------- | ---------------------- | ------------- | ------------------- | ------------- | ------ |
| Estados Unidos | RIAA                   | Platino       | 60 000              | ●             | [ 32 ] |

## Créditos y personal
Adaptados desde Genius.

### Producción
- Prince Royce: voz, composición y producción
- María Becerra: voz y composición
- Nelson Enrique Alvarado Palomino: composición
- Anthony Lopez: composición
- Nick Van Eede: composición
- Bobby Sierra: composición
- D'Lesly "Dice" Lora: composición, teclado y producción
- Alexander "Chichi" Caba: guitarra
- Javier Franco: guitarra
- Adan Gómez: bajo
- Joel Rodríguez: bongos
- Daniel Luna: güiro

### Técnico
- Colin Leonard: masterización
- Edwin Velázquez: ingeniería de audio

## Historial de lanzamientos
| Región | Fecha              | Formato(s)                 | Discográfica     | Ref.   |
| ------ | ------------------ | -------------------------- | ---------------- | ------ |
| Varios | 3 de marzo de 2022 | Descarga digital streaming | Sony Music Latin | [ 34 ] |